# Ortenberg (Hessen)
Ortenberg település Németországban, Hessen tartományban. Lakosainak száma 8872 fő (2023. december 31.).

## Népesség
A település népességének változása:
| Lakosok száma | 8885 | 9036 | 9001 | 8892 | 8962 | 8872 |
|               | 2014 | 2017 | 2019 | 2021 | 2022 | 2023 |